# Coleophora preisseckeri
Coleophora preisseckeri is een vlinder uit de familie kokermotten (Coleophoridae). De wetenschappelijke naam is voor het eerst geldig gepubliceerd in 1942 door Toll.
De soort komt voor in Europa.